# Сухой Иргиз (приток Малого Иргиза)
Сухой Иргиз — река в Саратовской области России, левобережный приток реки Малый Иргиз, её устье находится в 195 километрах от устья реки Малый Иргиз. Общая протяженность реки Сухой Иргиз — 25 километров. В верховьях реки по ней проходит граница с Самарской областью.

## Данные водного реестра
По данным государственного водного реестра России относится к Нижневолжскому бассейновому округу, водохозяйственный участок реки — Малый Иргиз от истока и до устья, речной подбассейн реки — подбассейн отсутствует. Речной бассейн реки — Волга от верхнего Куйбышевского водохранилища до впадения в Каспий.